# Tianwen 4
Tianwen 4 est une mission spatiale chinoise en cours de développement qui a pour objectif d'étudier les planètes externes du système solaire et dont le lancement est prévu vers 2030. La sonde spatiale qui sera lancée par une fusée Longue Marche 5 doit se placer en orbite autour de Jupiter après avoir largué une sous-sonde qui doit poursuivre sa course vers Uranus et survoler cette planète vers 2043 au plus tôt. Tianwen 4 est la première mission chinoise à destination des planètes externes.

## Historique
Le développement de la mission Tianwen 4 à destination des planètes externes a été rendu officiel par la Chine lors du Congrès international d'astronautique de 2022 au cours duquel les représentants chinois ont également annoncé le développement d'une mission à destination de Neptune. Pour cette dernière, la sonde spatiale, équipée d'un réacteur nucléaire pour produire de l'énergie, se placera en orbite autour de cette planète et comportera des atterrisseurs et des pénétrateurs (utilisés pour étudier Triton, le plus grand satellite de la planète). La Chine poursuit ainsi un programme d'exploration du système solaire particulièrement ambitieux  qui comprend les missions Tianwen 1 en cours (rover et orbiteur martien), Tianwen 2 (mission de retour d'échantillons d'astéroïdes) et Tianwen 3 (mission de retour d'échantillons martiens).

## Objectifs
La mission Tianwen 4 a pour objectif d'étudier le système jupitérien et en particulier le satellite Callisto autour duquel elle se mettra en orbite ainsi que la planète Uranus qu'une sous-sonde survolera. Uranus n'a étudiée que par la sonde de la NASA Voyager 2 lors d'un survol en 1989. L'étude menée dans le système jovien permettra de compléter les données recueillies par les sondes de la NASA (Europa Clipper : étude du satellite Europe) et de l'Agence spatiale européenne (JUICE : étude du satellite Ganymède) qui devait la précéder de quelques années.    

## Déroulement de la mission
Tianwen 4 sera placée en orbite vers 2030 par une fusée Longue Marche 5 décollant de la base de lancement de Wenchang. La sonde spatiale utilisera l'assistance gravitationnelle de Vénus puis à deux reprises celle de la Terre pour accroître sa vitesse et atteindre Jupiter. Durant son transit, Tianwen 4 survolera un astéroïde de la ceinture principale d'astéroïdes. Arrivé à proximité de Jupiter, une sonde spatiale secondaire se détachera pour poursuivre sa route à destination d'Uranus qu'elle devrait survoler à une date postérieure à 2043 (environ une décennie après l'arrivée sur Jupiter). La sonde principale, après s'être placée en orbite autour de Jupiter, utilisera l'assistance gravitationnelle de la planète géante pour se mettre en orbite autour de sa lune Callisto. Jusque là, cette lune n'a été étudiée que lors de survols.

## Caractéristiques techniques
La sonde principale qui se placera en orbite autour de Jupiter sera alimentée en énergie par des panneaux solaires de grande taille (comme Europa Clipper et JUICE) malgré l'éloignement du Soleil. La sonde spatiale secondaire à destination d'Uranus sera alimentée par un générateur thermoélectrique à radioisotope dont on ignore s'il sera alimenté par du plutonium 238 produit par la Chine ou fourni par la Russie comme cela été le cas pour les missions Chang'e 3 et Chang'e 4 (le plutonium 238, couteux et complexe à produire, n'a pas d'autre usage).